# Гребля Ксоб
Гребля Ксоб (K'sob) – гідротехнічна споруда на півночі Алжиру.
Греблю спорудили в 1934 – 1940 роках на уеді Ель-Ксоб, що дренує південу частину Тель-Атласу та несе воду на Високі плато до безстічного басейну соленого озера Шотт-ель-Ходна. Водозбірний басейн вище від споруди складає 1460 км2, середньобагаторічний стік в створі гідровузла становить 51,5 млн.м3. Утворене водосховище передбачалося використовувати для зрошення 4250 га земель, зайнятих овочево-фуражними культурами, садами, і ще 2000 га - зерновими культурами.
В межах проекту долину уеду перекрили контрфорсно-багатоарковою греблею (38 арок, що спираються на 37 контрфорсів) висотою 31 метр, довжиною 255 метрів та шириною по основі 65 метрів. Споруда утворила водосховище з нормальним рівнем на позначці 590 метр НРМ (до 591 метра НРМ під час повені), площею поверхні 1,21 км2 та об’ємом 11,5 млн м3.
За три десятки років експлуатації унаслідок замулення ємність сховища скоротилась до 4 млн м3. Як наслідок, в 1972 – 1976 роках висоту греблі підняли на 15 метрів до відмітки 606 метрів HPM – збільшивши до максимальної висоти 46 метрів, при цьому довжина по гребеню зросла до 280 метрів. Як наслідок, нормальний рівень водосховища зріс до 604 метрів НРМ (до 605 метра НРМ під час повені) при площі поверхні 2,53 км2 та об’ємі 29,5 млн. м3. Витрата бетону для нарощення греблі склала 47 тис.м3. Попереднє напруження залізобетонних конструкцій забезпечують 228 тросів з напруженням 178 тс кожного; загальна довжина тросів 10860 м. 
Втім, через подальше надходження наносів станом на 2001 рік об’єм запасів води у водосховищі скоротився до критичних 8,8 млн м3, глибина від шару мулу до поверхні ледь сягала 3-х м, водойма втратила своє значення як джерело ірігації і була виведена із зрошувальної системи. Місцева адміністрація була змушена узятися за реалізацію плану з видалення щонайменше 4 млн м3 намулу за допомогою земснаряду. Застосували придбаний легкорозбірний земснаряд контейнерного типу продуктивністю по пульпі 2700 м3/год або 800 м3/год по мулу і почали скидати пульпу у нижній б'єф. Це призвело до активного відкладення мулу по руслу річки вниз за течією та забруднення транзитного стоку води зваженими частками твердого стоку. Хмара мутності досягла питних водозаборів нижче розташованих населених пунктів, у тому числі і центру вілайєту Мсіла, та вивела їх з ладу. Подальша розчистка чаші водосховища таким методом була категорично заборонена. 
Необхідно відзначити, що пропуск води через гідровузол під час максимальної повені забезпечує реконструйований водоскид  пропускною здатністю 1900 м3/с, для доопрацювання якого при нарощенні греблі використали 13 тис.м3 бетону. Додатково проектом передбачене задіяння і донного водовипуску максимальною пропускною здатністю 180 м3/с, проте внаслідок величезного шару донних відкладів перед греблею він не може використовуватись без попередньої промивки.